# Dallas Stars

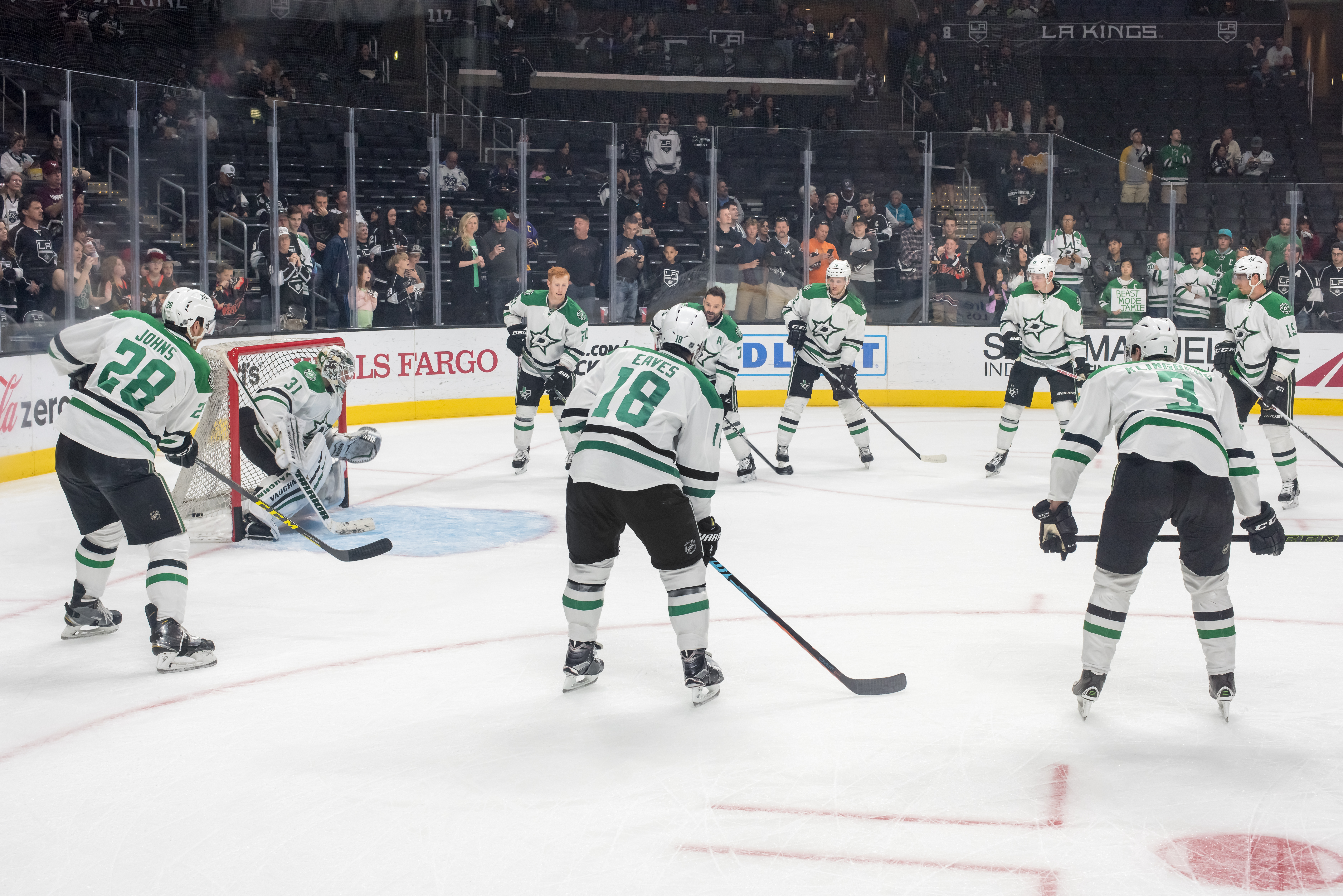
Hokeiści drużyny w sezonie 2015–16

Dallas Stars – amerykański klub hokejowy z siedzibą w Dallas (Teksas), występujący w lidze National Hockey League (NHL).

## Historia
Do 1993 roku klub działał pod nazwą Minnesota North Stars. Zespół posiada afiliacje w postaci klubów farmerskich w niższych ligach. Tę funkcję pełnią: Texas Stars w American Hockey League (AHL) i Idaho Steelheads w East Coast Hockey League (ECHL).

## Osiągnięcia
- Puchar Stanleya (1): 1999
- Trofeum Prezydentów (2): 1998, 1999
- Trofeum Campbella (3): 1999, 2000, 2020
- Mistrzostwo konferencji (3): 1999, 2000, 2020
- Mistrzostwo dywizji (9): 1997, 1998, 1999, 2000, 2001, 2003, 2006, 2016, 2024

## Zawodnicy

### Kapitanowie drużyny
- Mark Tinordi, 1993–1995
- Neal Broten, 1995
- Derian Hatcher, 1995–2003
- Mike Modano, 2003–2006
- Brenden Morrow, 2006–2013
- Jamie Benn, od 2013

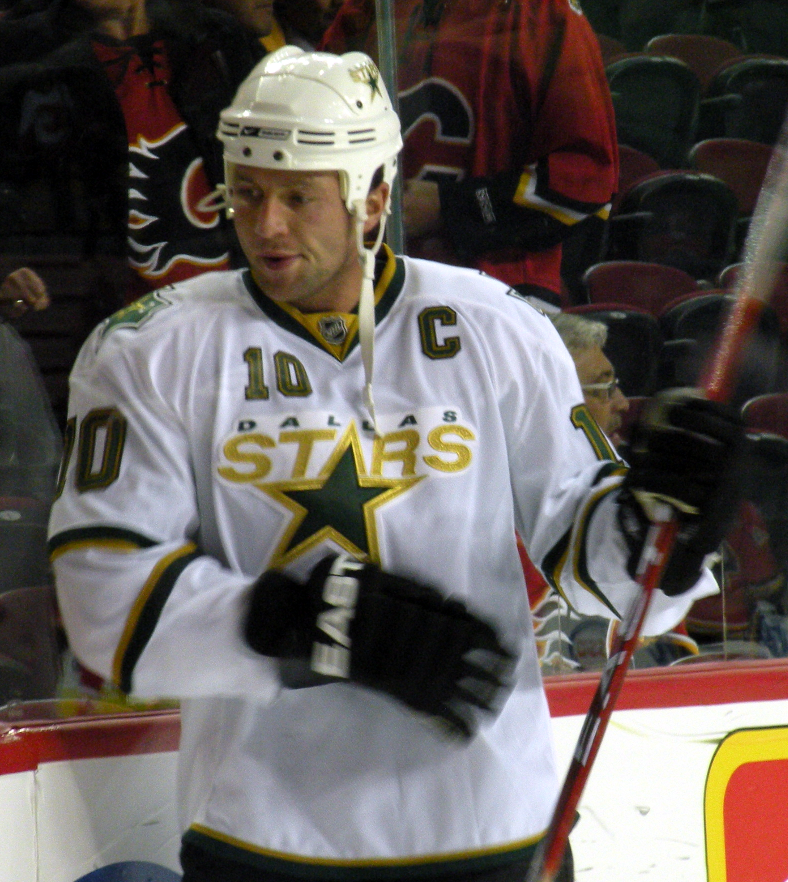
B. Morrow
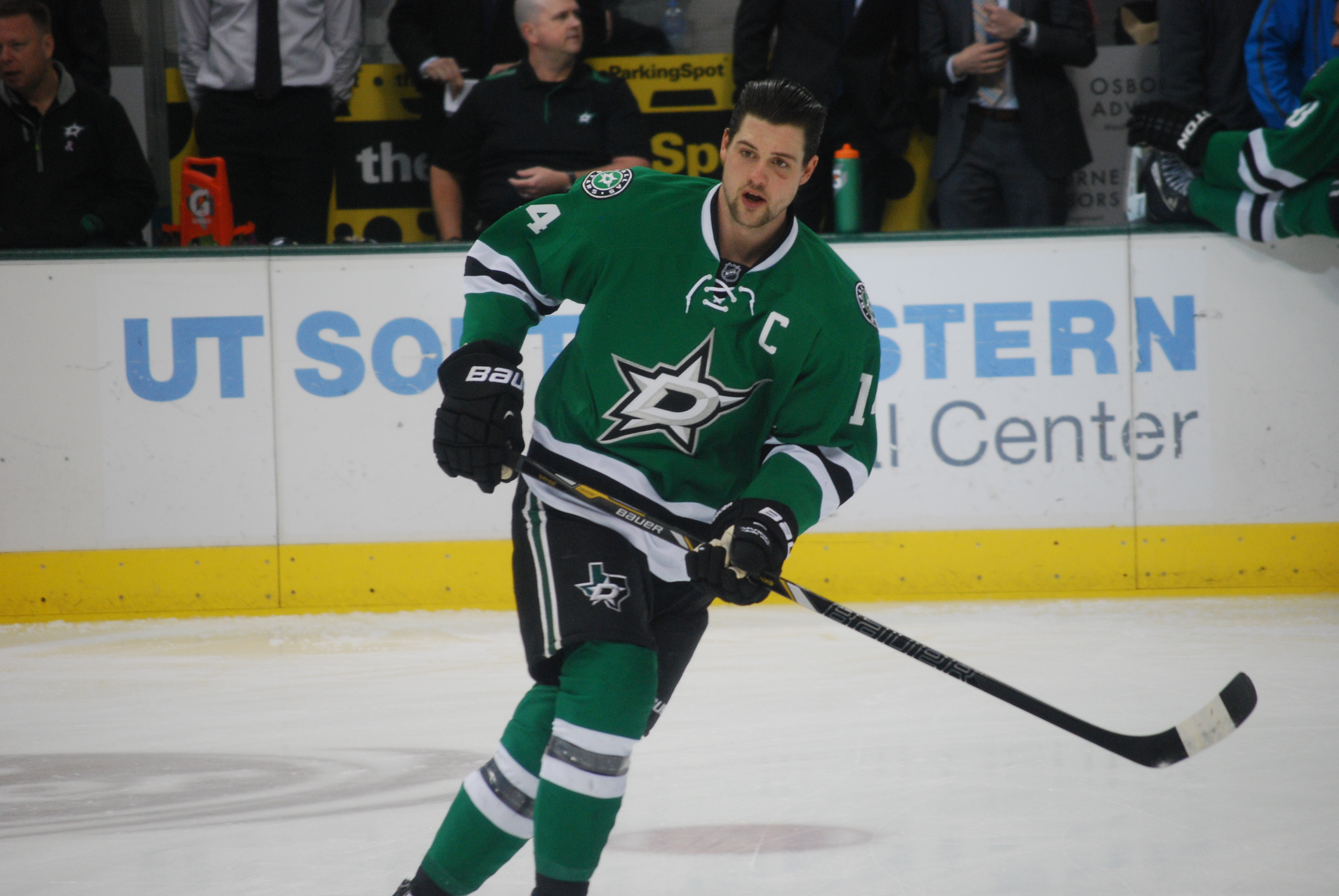
J. Benn

### Numery zastrzeżone
| Numer | Zawodnik         | Pozycja                              | Kariera                              | Data zastrzeżenia                    |
| ----- | ---------------- | ------------------------------------ | ------------------------------------ | ------------------------------------ |
| 7     | Neal Broten      | Napastnik                            | 1981–1995 1997                       | 7 lutego 1998                        |
| 8     | Bill Goldsworthy | Napastnik                            | 1967–1977                            | 15 lutego 1992                       |
| 9     | Mike Modano      | Napastnik                            | 1989–2010                            | 8 marca 2014                         |
| 19    | Bill Masterton   | Napastnik                            | 1967–1968                            | 17 stycznia 1987                     |
| 26    | Jere Lehtinen    | Napastnik                            | 1995–2010                            | 24 listopada 2017                    |
| 56    | Siergiej Zubow   | Obrońca                              | 1996–2009                            | 28 stycznia 2022                     |
|       |                  |                                      |                                      |                                      |
| 99    | Wayne Gretzky    | Numer zastrzeżony dla całej ligi NHL | Numer zastrzeżony dla całej ligi NHL | Numer zastrzeżony dla całej ligi NHL |

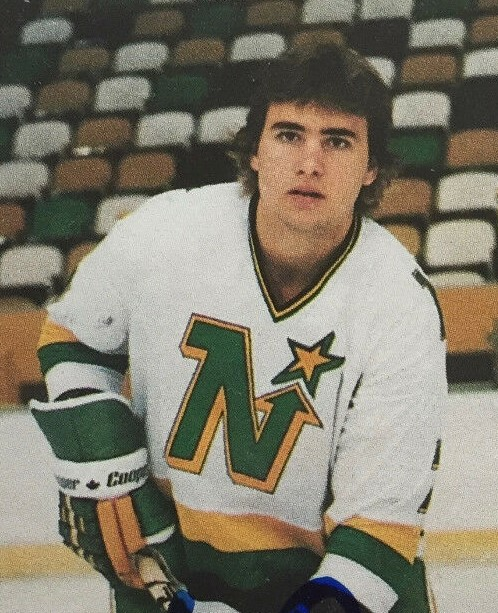
N. Broten
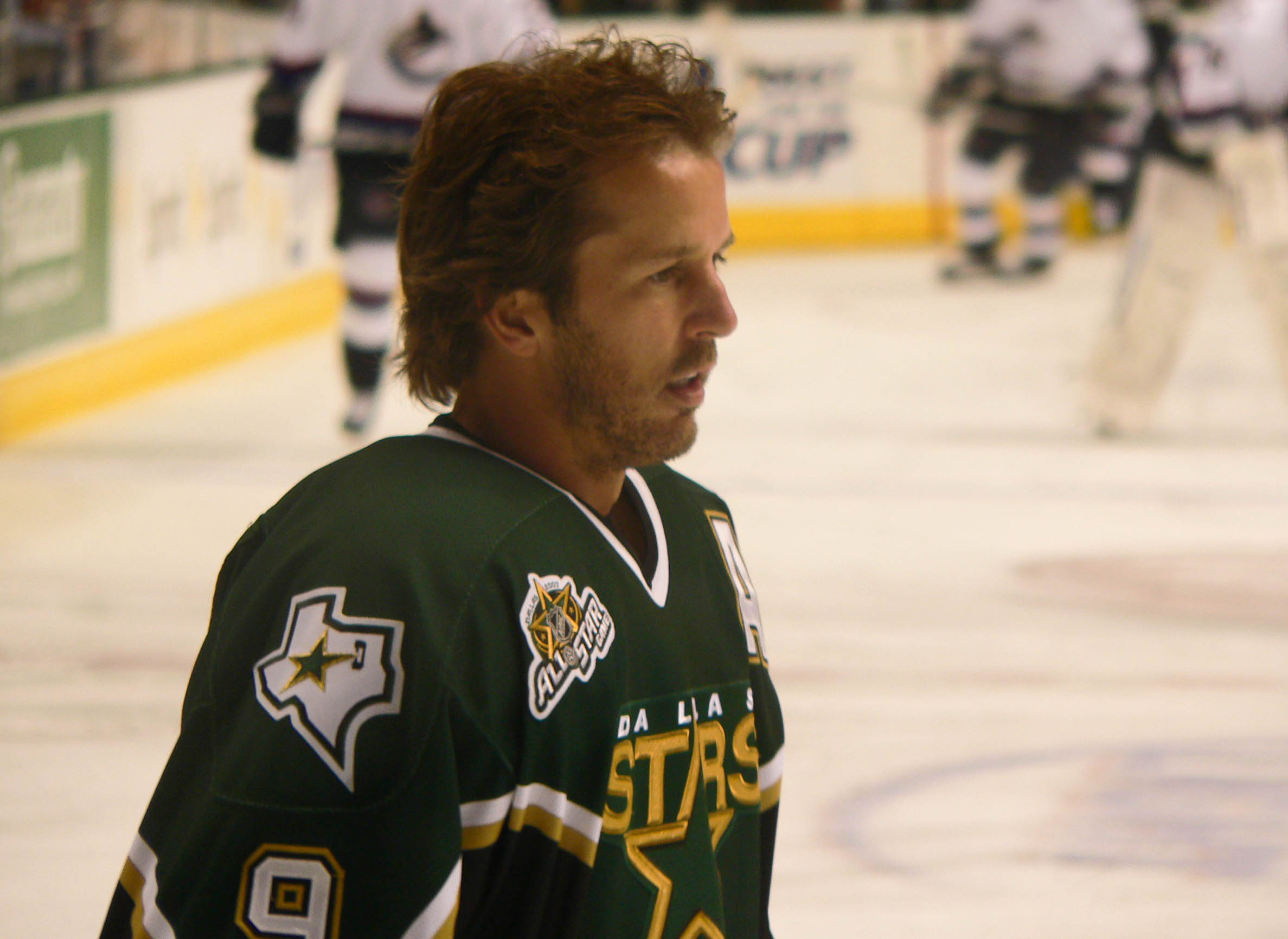
M. Modano
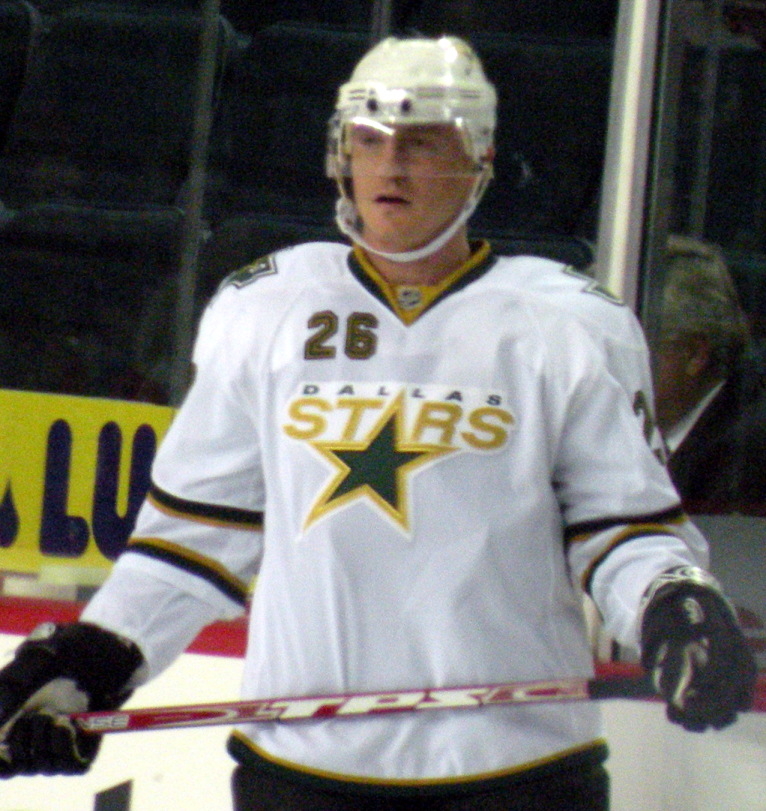
J. Lehtinen
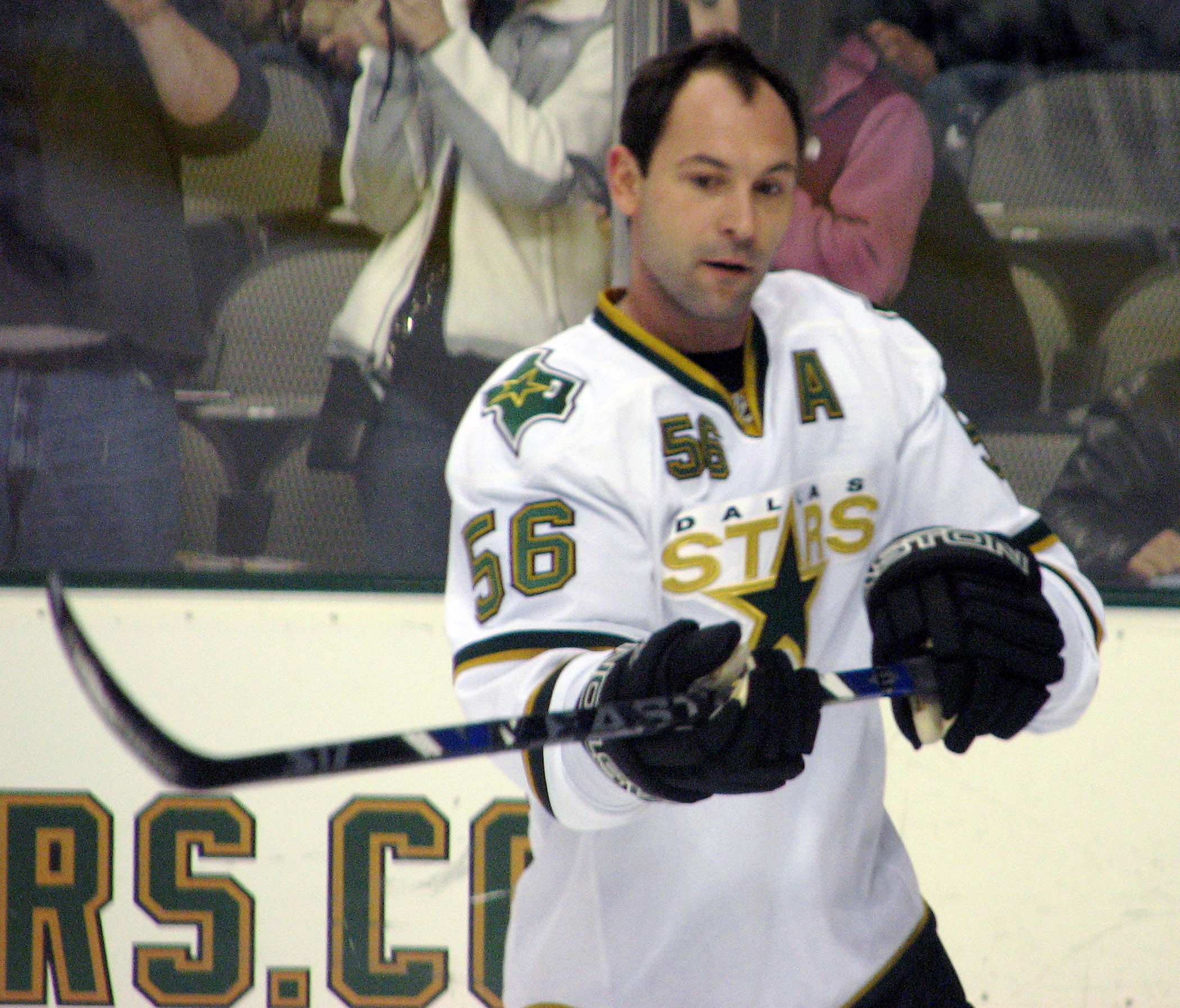
S. Zubow